# Teodor Askelöf
Isak Teodor Askelöf, född den 1 september 1892 i Kisa församling, Östergötlands län, död den 23 november 1956 i Stockholm, var en svensk försäkringsman.
Askelöf avlade studentexamen i Västervik 1910 och filosofie kandidatexamen vid Uppsala universitet 1915. Han blev amanuens i Pensionsstyrelsen 1915 och aktuarie där 1917. Askelöf var tillförordnad ledamot i Pensionsstyrelsen 1927–1928 och sekreterare åt pensionsförsäkringskommittén 1929–1934. Han blev förste revisor i Försäkringsinspektionen 1931 och var statistiksakkunnig åt kommunalskatteberedningen med flera utredningar. Askelöf var avdelningschef i Trygg 1937–1941, vice verkställande direktör i Svenska försäkringsbolagens riksförbund 1941–1955, ledamot av Näringslivets skattedelegation 1942–1955 och av Näringslivets granskningsnämnds verkställande utskott 1944–1955. Han var redaktör för Tidskrift för den svenska pensionsförsäkringen 1927–1931. Askelöf publicerade ett flertal artiklar i såväl svenska som utländska facktidskrifter samt Lagen om folkpensionering (tillsammans med Ivar Strahl, 1938). Han blev riddare av Vasaorden 1935. Askelöf vilar på Skogskyrkogården i Stockholm.